# Szabó Lőrinc-bibliográfia
A Szabó Lőrincről készült szakirodalom válogatott bibliográfiája

## Könyvek
- Moravánszky Ákos: Szabó Lőrinc lírája 1926-ig. A debreceni Magyar Királyi Tisza István Tudományegyetem Bölcsészettudományi Karához benyújtott doktori értekezés. Bírálók: Dr. Bárczi Géza és dr. Fest Sándor egyetemi ny. r. tanárok. Lehotai Pál Könyvnyomdája, Debrecen, 1943
- Kabdebó Lóránt: Szabó Lőrinc lázadó évtizede. Szépirodalmi, Budapest, 1980
- Steinert Ágota: Küzdelem a harmóniáért. Szabó Lőrinc költői világa. ELTE (Bölcsészdoktori értekezések), Budapest, 1971
- Rába György: Szabó Lőrinc. Akadémiai (Kortársaink sorozat), Budapest, 1972
- Lászlóffy Aladár: Szabó Lőrinc költői helyzetei. Dácia, Kolozsvár, 1973; [második kiadás Polis Kiadó, Kolozsvár, 2005, benne Kabdebó Lóránt előszava: Lászlóffy Aladár Szabó Lőrinc-monográfiájáról]
- Kabdebó Lóránt: Útkeresés és különbéke. Szépirodalmi, Budapest, 1974
- Kabdebó Lóránt: Az összegezés ideje. Szépirodalmi, Budapest, 1980
- Kabdebó Lóránt: Szabó Lőrinc hévízi versfüzete, Helikon, Bp., 1980 [második, átdolgozott kiadás: Hévízi könyvtár 11., Hévíz, 1997]
- Sándor Judit: „Szeressétek a gyermekeimet!” Szabó Lőrinc, a költő-apa. Móra, Budapest, 1982
- Kabdebó Lóránt: Szabó Lőrinc. Gondolat (Nagy magyar írók sorozat), Budapest, 1985
- Kabdebó Lóránt: „A magyar költészet az én nyelvemen beszél.” A kései Nyugat-líra összegződése Szabó Lőrinc költészetében. Argumentum (Irodalomtörténeti Füzetek sorozat), Budapest, 1992 [második, változatlan kiadás: Argumentum, Budapest, 1996]
- G. Szabó Lőrinc: Az utolsó háromszázöt perc… A fiú gondolatai az apa mellett. [Felelős kiadó: Kis Ferenc (München)], Budapest, 1993
- Kabdebó Lóránt – Menyhért Anna (szerk.): Újraolvasó. Tanulmányok Szabó Lőrincről. [Szerzők: Németh G. Béla, Ferenczi László, Kabdebó Lóránt, Kulcsár Szabó Ernő, Palkó Gábor, Kulcsár-Szabó Zoltán, Menyhért Anna, Rába György, Tandori Dezső] Anonymus, Budapest, 1997
- Homlokodtól fölfelé. In memoriam Szabó Lőrinc. Válogatta, szerkesztette, összeállította Domokos Mátyás [Babits Mihály, Basch Lóránt, Király György, Sárközi György, Ignotus Pál, Révész Béla, Németh László, Kardos László, Kodolányi János, Halász Gábor, Lengyel Balázs, Móricz Zsigmond, Bálint György, Radnóti Miklós, Vajda Endre, Rónay György, Szegi Pál, Baránszky-Jób László, Kabdebó Lóránt, Tamás Gáspár Miklós, Szentkuthy Miklós, Rába György, Sőtér István, Domokos Mátyás, Lator László, Kassák Lajos, Orbán Ottó, Bernáth Aurél, Hárs Ernő, Lakatos István, Illyés Gyula, Vas István, Tornai József tanulmányainak részletei], Nap Kiadó, Budapest, 2000
- Száz az ezerben. Száz éve született Miskolcon Szabó Lőrinc. Szabó Lőrinc születésének 100. évfordulóján tudományos ülésszak az MTA Dísztermében. A 2000. március 30-ai ülésszak teljes anyaga [Dr. Besenyei Lajos, Pomogáts Béla, Kabdebó Lóránt, Ritoók Zsigmond, Kulcsár Szabó Ernő, Ferenczi László, Tornai József, Hárs Ernő, Kulcsár-Szabó Zoltán, Kiss Noémi, Kiss Katalin, Szakonyi Károly előadásai]. Új Holnap 2000. május-június-július-augusztus, 64–134.
- Kiss Noémi: Ki Carl Rothe? Szabó Lőrinc és Carl Rothe kapcsolatának irodalmi térképe, Irodalomtudomány 1999. 2. 167–185.; valamint könyvben: Szabó Lőrinc Füzetek 1. Kiss Noémi: Ki Carl Rothe? Szabó Lőrinc és Carl Rothe kapcsolatának irodalmi térképe; Noémi Kiss: Wer ist Carl Rothe? Eine literarische Kartographie der Begegnung zwischen Szabó Lőrinc. Carl Rothe levelei Szabó Lőrincnek. Levelek Szabó Lőrinctől Carl Rothénak. Miskolci Egyetem BTK Szabó Lőrinc Kutatóhely (Sorozatszerk.: Kabdebó Lóránt), Miskolc, 2000 [A témát utóbb publikálta a bécsi Kakanienrevisted internetes folyóirat: Noémi Kiss: Wer ist Carl Rothe? Eine literarische Kartographie der Begegnung zwischen Szabó Lőrinc und Carl Rothe, www.kakanien.ac.at /beitr/fallstudie/Nkiss1pdf /15/04/2002.]
- Kabdebó, Lóránt: Lőrinc Szabó. In: Dictionary of Literary Biography. Volume: 215: Twentieth-Century Eastern European Writers (First Series). Ed. Steven Serafin, A Bruccoli Clark Layman Book The Gale Group, Detroit, San Francisco, London, Boston, Woodbridge, Conn. [1999] 341–350.
- Az ígéret városa. Szabó Lőrinc Debrecen-élménye. Szöveggondozás, szerkesztés, tanulmány: Bíró Éva, Utószó: Kabdebó Lóránt, készült a Miskolci Egyetem Szabó Lőrinc Kutatóhelye eredményeinek felhasználásával, Debrecen Város Önkormányzata, Debrecen, 2000
- Kabdebó Lóránt: Szabó Lőrinc pályaképe, Osiris Kiadó, Budapest, 2001
- Buda Attila: Szabó Lőrinc. Élet–kép sorozat. Elektra Kiadóház, Budapest, 2002

Szabó Lőrinc Könyvtára. I. Magyar szerzők művei. Forgács Anita adatbázisát kiegészítette, jegyzetekkel ellátta, a katalógust szerkesztette és a bevezetőt írta Buda Attila. Szabó Lőrinc Füzetek 3. Miskolci Egyetem BTK Szabó Lőrinc Kutatóhely (Sorozatszerkesztő: Kabdebó Lóránt), Miskolc, 2002
- Hausmann, Frank-Rutger: „Dichte. Dichter, tage nicht!” Die Europäische Schriftsteller-Vereinigung in Weimar 1941–1948. Vittorio Klostermann GmbH Frankfurt am Main, 2004. Die ungarischen Teilnehmer című fejezet 316–326.
- Szabó Lőrinc Könyvtára. II. Külföldi szerzők művei. Forgács Anita adatbázisát kiegészítette, jegyzetekkel ellátta, a katalógust szerkesztette és a bevezetőt írta Buda Attila. Miskolci Egyetem BTK Szabó Lőrinc Kutatóhely (Sorozatszerkesztő: Kabdebó Lóránt), Miskolc, 2004. [Beleillesztve: Pótlások a Szabó Lőrinc Füzetek 3. és 6. füzetéhez. Készítette: Darmó Magdolna
- Dr. Felszeghi Sára: „Álommá zsongul a tücsökzene” Szabó Lőrinc betegségei. Szabó Lőrinc Füzetek 7. Miskolci Egyetem BTK Szabó Lőrinc Kutatóhely és az MTA Könyvtára (Sorozatszerk.: Kabdebó Lóránt), Miskolc, 2005
- Kabdebó Lóránt: Szabó Lőrinc „pere”. Argumentum, Budapest, 2006
- Szabó Lőrinc környezetének naplói. Válogatta, sajtó alá rendezte és az utószót írta Tóth Mariann. . Szabó Lőrinc Füzetek 8. Miskolci Egyetem BTK Szabó Lőrinc Kutatóhely és az MTA Könyvtára (Sorozatszerk.: Kabdebó Lóránt), Miskolc, 2007

## Válogatás a Szabó Lőrincről szóló tanulmányokból
- Tóth Árpád: Szabó Lőrinc: Föld, Erdő, Isten. = Az Est, 1922. május 18. Kötetben: T. Á.: Tóth Árpád Összes Művei. 4. Prózai művek. Bp, 1969. 209.
- Zilahy Lajos: Föld, Erdő, Isten (Szabó Lőrinc versei). = Pesti Napló, 1922. május 25. Kötetben: Kabdebó Lóránt: Szabó Lőrinc „pere”. Argumentum, Bp., 2006. 91–92.
- Schöpflin Aladár: Föld, Erdő, Isten (Szabó Lőrinc versei). = Szózat, 1922. június 9.
- Turóczi-Trostler József: Könyvismertetések. Három lirai bemutató. 1. Szabó Lőrinc: Föld, erdő, Isten. 1922. Kner Izidor kiadása Gyoma. 8r. 52 lap. = Független Szemle, 1922. szeptember, 207–208.
- Lakatos Péter Pál: Új verskötetek. 4. Szabó Lőrincz: FÖLD, ERDŐ, ISTEN (Kner Izidor. Gyoma, 1922) = Magyar Irás, 1922. 7–8. (július–augusztus) 142–143.
- f. z. [Földes Sándor]: Új költők könyvei. Szabó Lőrinc: Föld, Erdő, Isten. (Kner Izidor kiadása. Gyoma 1922.) = Tűz 1922 [17] 14 október 29. 9.
- Bálint Aladár: Három új Kner-kiadvány. Gellért Oszkár Testvérbánat csillaga – Ady Endre életéről, verseiről, jelleméről. Írta Révész Béla – Föld, erdő, isten. Szabó Lőrinc versei. Nyugat, Figyelő, 1922. 1114–1115.
- Babits Mihály: Egy fiatal költő. = Nyugat, 1923. I. kötet, 398–399. Kötetben: B. M.: Esszék, tanulmányok. Szépirodalmi, Bp. 1978. 1. kötet, 757–759.
- Sárközi György: Szabó Lőrinc: Kalibán! = Nyugat, 1924. I. kötet, 380–381.
- Ignotus Pál: Fény, fény, fény. Szabó Lőrinc új verseskönyve. = Nyugat, 1926. I. kötet, 453–456.
- Ignotus Pál: A Sátán Műremekei. = Pandora, 1927.1. 45–47.
- Füst Milán: A Sátán Műremekei. Szabó Lőrinc versei.= Nyugat, 1927. I. kötet, 997–998.
- Révész Béla: ,,Egyszerü szava munka és beszéde kard.” Egy új verseskönyvről. = Népszava, 1927. február 27.
- Várkonyi Nándor: Verlaine és Verlaine magyarul. = Pandora, 1927. 3. 170–174.
- Németh László: Új nemzedék, 1931 című sorozatban: Szabó Lőrinc. = Nyugat, 1931. II. kötet, 236–240. Kötetben: N. L.: Két nemzedék. Magvető és Szépirodalmi, Bp. 1970. 326–332.
- Kardos László: Omár Khajjám magyarul. = Nyugat, 1931. I. kötet, 204–205. Kötetben: K. L.: Vázlatok, esszék, kritikák. Szépirodalmi, Bp. 1959. 377 – 378.
- Kardos László: A szegény Villon balladái. Szabó Lőrinc fordításai. = Nyugat, 1932. I. kötet, 286. Kötetben: K. L.: Vázlatok, esszék, kritikák. Szépirodalmi, Bp. 1959. 379–380.
- Halász Gábor: Szabó Lőrinc Villon fordítása. = Protestáns Szemle, 1932. 3. 203–204. Kötetben: H. G.: Tiltakozó nemzedék. Magvető, Bp. 1981. 1081–1082.
- Gyergyai Albert: Goethe magyarul. = Nyugat, 1932. II. kötet, 635 – 637.
- Németh László: Műfordítók csalétke. = Tanu, IV. szám, 1933. 244–245. Kötetben: N. L.: Két nemzedék. Magvető és Szépirodalmi, Bp. 1970. 403–407.
- Halász Gábor: Goethe-antológia. = Protestáns Szemle, 1933. 1 43–44. Kötetben H. G.: Tiltakozó nemzedék. Magvető, Bp. 1981. 1093–1095.
- Halász Gábor: Te meg a világ. Szabó Lőrinc új verskötete. = Nyugat, 1933. I. kötet, 133–135. Kötetben: H. G.: Tiltakozó nemzedék. Magvető, Bp. 1981. 716–721.
- Márai Sándor: Verseskönyvek. Szabó Lőrinc: Te meg a világ. = Újság, 1933. 51. 3. Kötetben: M. S.: Írók, költők, irodalom, Helikon, Bp. 2000.
- Németh László: Magyar irodalom, 1932. = Tanú, 1933. III. szám 179–180. Kötetben: N. L.: Két nemzedék. Magvető–Szépirodalmi, Bp. 1970. 387–402.
- Bálint György: Szabó Lőrinc válogatott versei. = Nyugat, 1934. I. kötet, 341–343. Kötetben: B. Gy.: A toronyőr visszapillant. Magvető, Bp. 1966. 1. kötet, 255–259.
- Cs. Szabó László: Szabó Lőrinc: Válogatott versei. = A Toll, 1934. 72. szám, 131–133.
- Móricz Zsigmond: Szabó Lőrinc válogatott versei. = Pesti Napló, 1934. február 25. 41. Kötetben: M. Zs.: Irodalomról, művészetről 1–2. Szépirodalmi, Bp. 1959. 2. kötet, 299–301.
- Halász Gábor: Szabó Lőrinc. Válogatott versei. Új írók. Debrecen, megjelenése alkalmából. 1934. = In: H. G.: Tiltakozó nemzedék. Magvető, Bp. 1981. 722–729.
- Radnóti Miklós: Különbéke. Szabó Lőrinc új verseskönyve. = Nyugat, 1936. II. kötet, 47–51. és Radnóti Miklós művei. Szépirodalmi, Bp. 1982. 648–652.
- Halász Gábor: Harc az ünnepért. Szabó Lőrinc verseskönyve. = Nyugat, 1938. II. kötet, 61–63. Kötetben: H. G.: Tiltakozó nemzedék. Magvető, Bp. 1981. 805–808.
- Vajda Endre: Szabó Lőrinc: Harc az ünnepért. = Válasz, 1938. 359–360. Kötetben V. E.: Válogatott írások. Tevan Kiadó, Békéscsaba, 1994. 126–128.
- Kassák Lajos: Szabó Lőrinc. = Kelet Népe, 1940. 10. szám, 1–2. Kötetben K. L.: Csavargók, alkotók, Magvető, Bp. 1975. 338–342.
- Just Béla: Botrány. Szabó Lőrinc és Vas István Villon-fordításának bírálata. = A szerző kiadása. Budapest, 1940.
- Szerb Antal: Örök barátaink. = Új Idők. 1941. II. kötet, 709–710. Kötetben: Sz. A.: A varázsló eltöri pálcáját. Bp. Magvető, 1961. 317–321.
- Rónay György: Örök barátaink. Szabó Lőrinc kisebb műfordításai. = Magyar Csillag, 1942. I. kötet 151–156.
- Szegi Pál: Szabó Lőrinc. Teremtő nyugtalanság és klasszicizmus. = Magyar Csillag, 1943. II. kötet, 57–65.
- Szentkuthy Miklós: Szabó Lőrinc. Szenvedély és értelem. = Magyar Csillag, 1943. II. kötet, 66–77. és Sz. M.: Múzsák testamentuma. Magvető, Bp. 1985. 28–41.
- Féja Géza: Szabó Lőrinc. In: F. G.: Nagy vállalkozások kora. Magyar Élet, Bp. 1943. 366–371.
- Arvi Kivimaa: Lőrinc Szabó, eräs unkarilainen ja eurooppalainen. [Szabó Lőrinc, egy magyar és európai.] = Suomen Kuvalehti, 1943. 27. 801.
- S. Z.: Lettre de Hongrie. La poésie contemporaine. = La Parole Bulgare. 1943. augusztus 14. 804. sz. 1. [a cikk dátumozása sajtóhibával jelent meg: ,,Budapest, aoűt 1934.”]
- Leena [Helena Kangas]: Mikä on totuus? = Uusi Aura, 1943. október 25.
- Baránszky-Jób László: Tücsökzene. = Diárium, 1947. Könyvnapi szám, 62–63. Kötetben: B.-J. L.: Élmény és gondolat. Magvető, Bp. 1978. 147–153.
- Szentkuthy Miklós: Szabó Lőrinc: Tücsökzene. = Válasz, 1947. I. kötet, 555–562. Kötetben: Sz. M.: Múzsák testamentuma. Magvető, Bp. 1985. 116–126.
- Szigeti József: Magyar líra 1947-ben. = Forum, 1947. 100. 737–762. Kötetben: Sz. J.: Irodalmi tanulmányok. Európa, Bp. 1959. 181–222.
- Zelk Zoltán: A reménytelenség költője. =Tovább, 1947. július 25.
- Lengyel Balázs: Négy arckép. (Weöres Sándor, Szabó Lőrinc, Illyés Gyula, Vas István.) = Újhold, 1947. 4. szám, 156–166.
- Lengyel Balázs: Szabó Lőrinc. In: L. B.: A mai magyar líra. Bp. 1948. 101–104.
- Sőtér István: Négy nemzedék című antológia bevezetője és Szabó Lőrinc portréja. = Parnasszus, 1948. 5–27, 96–97. Kötetben: S. I.: Gyűrűk. Szépirodalmi, Bp. 1980. 13–28, 44–46.
- Szentkuthy Miklós: Shakespeare szonettjei. Fordította és bevezette Szabó Lőrinc. Franklin Társulat. = Válasz, 1949. 3–4. 265-272. Kötetben: Sz. M.: Mózsák testamentuma. Magvető, 1985. 183–192.
- Illyés Gyula: Szabó Lőrinc – vagy: boncoljuk-e magunkat elevenen? = Szabó Lőrinc válogatott versei. [Bevezető.] i. k. 1956. 5–48. és I. Gy.: Iránytűvel. Szépirodalmi, Bp. 1975. 2. kötet, 181–227.
- Somlyó György: A költészet évadai. Vita Szabó Lőrincről Illyés Gyulával. = Csillag, 1956. 7. 124–135. Kötetben: S. Gy.: A költészet évadai. Magvető, Bp. 1963. 289–306.
- Komlós Aladár: Szabó Lőrinc Válogatott versei megjelenése alkalmából. = Új Hang, 1956. 10. 58–61. Könyvben: K. A.: Kritikus számadás. Magvető, Bp. 1977. 129–144.
- Szigeti József: Szabó Lőrinc költészetének értékeléséről. (1959) = In: Sz. J.: Irodalmi tanulmányok. Európa, Bp. 1959. 223–242.
- Abody Béla: Szabó Lőrincről, kritika helyett. = In: A. B.: Indulatos utazás. Bp. 1957. 215–222.
- Nagy Péter: A huszonhatodik év. = Esti Hírlap, 1957. június 23. Kötetben N. P.: Rosta. Szépirodalmi, Bp. 1965. 204–202.
- Pók Lajos: Szabó Lőrinc. = Könyvtáros, 1957. 6. 445–446.
- Németh László: Szabó Lőrinc. (1957) = Tiszatáj, 1975. 1. 72–78. Könyvben: N. L.: Utolsó széttekintés. Magvető–Szépirodalmi, Bp. 1980. 374–383.
- Németh László: Bevezető egy Szabó Lőrinc-esten (1957). = In: N. L.: Sajkodi esték. Bp. 1961. 319–327. Kötetben: N. L.: Sajkodi esték. Magvető és Szépirodalmi, Bp. 1974, 365–371.
- Szabolcsi Miklós: Szabó Lőrinc fordításai. = Nagyvilág, 1958. 1551–1559. Kötetben: Sz. M.: Költészet és korszerűség. Magvető, Bp. 1959. 135–151.
- Bori Imre: Nem a jelen, már csak emlékezés. = Híd, 1958. 9. 740–748.
- Várkonyi Nándor: Szabó Lőrinc levelei. = Jelenkor, 1959. 2. szám, 96–102. Kötetben: V. N.: [közlés részben] Pergő évek. Bp. 1976. 257 – 276.
- Kanyar József: Szabó Lőrinc Somogyban. = Jelenkor, 1959. 4. szám, 89–92.
- Rába György: Az izmusok sorsa Szabó Lőrinc költészetében. = MTA I. Osztály Közleményei, XIV.1959.158–163.
- Rónay György: Tücsökzene. = Irodalomtörténet, 1959. 2. 296–301. Kötetben: R. Gy.: Olvasás közben. Magvető, Bp. 1971. 45–59.
- Szegzárdy-Csengery József: Mozaikok Szabó Lőrinc arcképéhez. = Vigilia, 1959. 9. 531–534.
- Bernáth Aurél: Arcképvázlat Szabó Lőrincről. (1959) = In: B. A.: A Múzsa körül. Szépirodalmi, Bp. 1962. 72–78.
- Sőtér István: Szabó Lőrinc. = Szabó Lőrinc összegyűjtött versei. [Utószó.] Magvető, Bp. 1960. Kötetben: S. I.: Gyűrűk. Szépirodalmi, Bp. 1980. 285–301.
- Kardos László: Emlékezés Szabó Lőrincről. = Alföld, 1960. 1. 133–139.
- Marjalaki Kiss Lajos: Szabó Lőrinc szülőháza. = Borsodi Szemle, 1960. 3. 226–227.
- Béber László: Szabó Lőrinc érlelő diákévei. = Alföld, 1960. 4. 81–87. Kötetben: Érlelő diákévek. i. k. 1979. 9–20.
- Győri Erzsébet: Szabó Lőrinc (vagy az önmarcangolás művészete). = Borsodi Könyvtáros, 1960. november.
- Kardos Pál: Költők jártak Debrecenben. = Alföld, 1961. 3. 127–132.
- Somlyó György: Szabó Lőrinc összegyűjtött versei. = Élet és Irodalom, 1961. június 24. 4–6. Kötetben: S. Gy.: A költészet évadai. Magvető, Bp. 1963. 320–335.
- Kabdebó Lóránt: Szabó Lőrinc. = Borsodi Szemle, 1961. 1. 19–25.
- Bóka László: Szabó Lőrinc. = In: B. L.: Arcképvázlatok és tanulmányok. Bp. 1962. 168–179. és B. L.: Válogatott tanulmányok. Magvető, Bp. 1966. 1044–1052.
- Székelyhidi Ágoston: Pillantás Szabó Lőrinc világára. = Alföld, 1962. 4. 94–97.
- Koczogh Ákos: Örök barátaink. = Napjaink, 1963. 3. 1–2.
- Angyal Endre: Találkozások Szabó Lőrinccel. = Napjaink, 1963. 6. 6.
- Katona Béla: Szabó Lőrinc és Szabolcs-Szatmár. = Irodalomtörténeti Közlemények, 1963. 4. 492–509.
- Pilinszky János: Összegyűjtött versek. (Collected Poems by Lőrinc Szabó.) = The Hungarian PEN – Le PEN Hongrois, Bp. 1963. 3. 28–29.
- Illyés Gyula: Szabó Lőrinc testközelből. = Új Írás, 1964. 1091–1095. Kötetben: I. Gy.: Ingyen lakoma 1–2. Szépirodalmi, Bp. 1964. 2. kötet, 238–252.
- Kodolányi János: „Tücsökzene.” Szabó Lőrincről. (1963) = Kortárs, 1964. 397–410. Kötetben: K. J.: Visszapillantó tükör. Magvető, Bp. 1968. 467–503.
- Képes Géza: A „Vereség után”-ról. = Kortárs, 1964. 410–412.
- Sarkady Sándor: Szabó Lőrinc nyomában Sárándon. = Napjaink, 1964. 3. 6–7.
- Baránszky-Jób László: Szabó Lőrinc. = Látóhatár, 1964. 854–866. Kötetben: B.-J. L.: Élmény és gondolat. Magvető, Bp. 1979. 123–146. és B.-J. L.: A művészi érték világa. Magvető, Bp. 1987. 181–204.
- Rába György: Szabó Lőrinc költészete. = Valóság, 1964. 7. 25–35.
- Simon Zoltán: Szabó Lőrinc költészetének keleti vonásai. = Irodalomtörténeti Közlemények, 1964. 1. 162–170.
- Kardos Pál: Szabó Lőrinccel a forradalmak idején. = Alföld, 1965. 2. 71–73. Kötetben: Érlelő diákévek. i. k. 123–126.
- Hunyadi István: Egy ismeretlen Szabó Lőrinc-vers. = Tükör, 1965. 43. szám, 26.
- Illyés Gyula: Szabó Lőrinc emléktáblája előtt. = Kortárs, 1965. 3. 488–489.
- Dalos György: Kirgiz költő, Szabó Lőrinc barátja. = Tiszatáj, 1965. 2. 154–153.
- Gáborjáni Klára: Szabó Lőrinc és Temirkul Umetoli. = Kortárs, 1965. 4. 612.
- Gáborjáni Szabó Zoltán: Szabó Lőrinc testvére válaszol. = Napjaink, 1965. 7. 9.
- Déry Tibor: Vers- és önelemzés. „A huszonhatodik év” 104. szonettje kapcsán. = Kortárs, 1965. 1621–1626. Kötetben: Miért szép? Szerk.: Detre Zsuzsa, Bárány György. Gondolat, Bp. 1966. 257–267.
- G. Szabó Lőrinc: Háromszázöt perc… – A fiú gondolatai az Apa mellett. = Kortárs, 1965. 10. 1626–1641. Kötetben: Az utolsó háromszázöt perc… címen, In: Harminchat év. Szabó Lőrinc és felesége levelezése második kötet (1945–1957) Magvető Könyvkiadó, 1993. 505–538.
- Basch Lóránt: Mester és tanítvány. = Kortárs, 1966. 2. 293–304.
- Szij Rezső: Szabó Lőrinc és Kner Imre kapcsolatához. = Alföld, 1966. 5.60–67
- Béládi Miklós: Szabó Lőrinc: Májusi orgonaszag. = In: Miért szép? Szerk.: Detre Zsuzsa, Bárány György. Gondolat, Bp. 1966. 268–277.
- Lengyel Balázs: Szabó Lőrinc: Hajnali rigók. In: Miért szép? Szerk.: Detre Zsuzsa, Bárány György. Gondolat, Bp. 1966. 248–256.
- Rónay György: Szabó Lőrinc: A homlokodtól fölfelé. = In: Miért szép? Szerk.: Detre Zsuzsa, Bárány György. Gondolat, Bp. 1966. 239–247.
- Kardos László: Szabó Lőrinc hatvan levele. = In: K. L.: Közel és távol. Magvető, Bp. 1966. 485–578.
- Devecseri Gábor: Szabó Lőrinc arcai. = Élet és Irodalom, 1967. 5. szám, 11. Kötetben: D. G.: Lágymányosi istenek. Bp. 1967. 435–439.
- Moldvay Győző: Szabó Lőrinc és a Délsziget. = Tiszatáj, 1967. 2. 174–178.
- Ferenczi, László: The Poet as Egoist (Lőrinc Szabó). = The New Hungarian Quarterly, No 29. 1967. 156–160.
- Ferenczi László: Szabó Lőrincről. = Kortárs, 1967. 10. 1642–1645. Kötetben: Újraolvasó. 1997. i. k. 13–17.
- Éder Zoltán: Szabó Lőrinc ismeretlen zsengéi. = Kortárs, 1967. 10. 1653–1655.
- Juhász Ferenc: Szabó Lőrinc tíz éve a földben. = Élet és Irodalom, 1967. 40. szám, 4–5. Kötetben: J. F.: Vázlat a mindenségről. Szépirodalmi, Bp. 1970. 72–77.
- Szalatnai Rezső: A bűnvalló és szeretetáhító. = In: Sz. R.: Magyar írók nyomában. Móra, Bp. 1967. 218–225.
- Rónay György: A költészet dicsérete. = Vigilia, 1968. 6. 417–419. Kötetben R. Gy.: Olvasás közben. Magvető, Bp. 1971. 64–65.
- Németh Antal: Szabó Lőrinc és Az ember tragédiája. = Palócföld, 1968. 1. 77–89.
- Szerb Antalné: Szabó Lőrinc ismeretlen verse (A halott barát). = Irodalomtörténeti Közlemények, 1968. 2. 236–237.
- P. Dombi Erzsébet: Az intellektuális stílus néhány eszköze Szabó Lőrinc „A huszonhatodik év” című versciklusában. = Kolozsvár, Nyelv- és Irodalomtudományi Közlemények, XII. 1968. 67–76.
- Sz. Zezulka Mária: Az expresszionizmus a fiatal Szabó Lőrinc költészetében. = Jelenkor, 1968. 1. 62–69.
- Láng Gusztáv: Szabó Lőrinc költészete. = Igaz Szó, 1969. I. 455–462.
- Szij Rezső: Emlékek Szabó Lőrincről. = Alföld, 1969. 6. 76–79.
- Németh Antal: Szabó Lőrinc Csongor és Tünde átköltése. = Irodalomtörténeti Közlemények, 1969. 486-492.
- Baránszky-Jób László: A huszonhatodik év világa. = Alföld, 1969. 8. 39–52. Kötetben: B.-J. L.: Élmény és gondolat. Magvető, Bp. 1978. 154–183.
- Ignácz Rózsa: Enkidu a Balatonon. = Jelenkor, 1970. 7–8. 715–724.
- Tóth Lajos–Udvarhelyi Dénes: Kortársi kritikák Szabó Lőrincről 1940-ig. = Kortárs, 1970. 3. 473–482.
- Vargha Balázs: Átok és idill, Szabó Lőrinc Budapestje. = Budapest, 1970. 6. 21–22.
- Lukáts János: Szabó Lőrinc időszemlélete. Irodalomtörténeti Közlemények, 1971. 3. 334 – 338.
- Fülöp László: Egy fejezet Szabó Lőrinc költészetéből [1973]. = In: F. L.: Élő költészet. Magvető, Bp. 1976. 79–106.
- Németh Antal: Szabó Lőrinc Shakespeare fordításai. = Filológiai Közlöny, 1973.1–2. 97–113.
- Gál István: Anton Straka levelei Szabó Lőrinchez. = Irodalmi Szemle, 1973. 5. 418–426.
- Dér Zoltán: Nábob sorkoszton (Szabó Lőrinc értékeléséről). = Híd, 1974. 4. 437–451. Kötetben: D. Z.: Perben a pusztulással. Forrás, Újvidék, 1989. 113–126.
- Hárs Ernő: Szabálytalan emlékezés Szabó Lőrincre. = Forrás, 1974. 12. 24–28.
- Gál István: Szabó Lőrinc kecskeméti verseskönyve Tóth László leveleinek tükrében. = Forrás, 1975. 5–6. 72–75.
- Rónay György: Szabó Lőrinc két könyve (Napló, levelek, cikkek; Szavakkal nő a gyász). = Literatura, 1975. 2. 94–104.
- Szilágyi Péter: Szabó Lőrinc: Szavakkal nő a gyász. = Kritika, 1975. 4. 27–28. Kötetben: Sz. P.: Forma és világkép. [Szabó Lőrinc posztumusz kötetéről címmel]. Szépirodalmi, Bp. 1981. 195–200.
- Domokos Mátyás: Lírai életregény – filológiai rejtelmekkel. = Kritika, 1975. 7. 16–19. Kötetben: D. M.: Ugyanarról másképpen. Szépirodalmi, Bp. 1977. 153–175.
- Kabdebó Lóránt: Közjáték 1953 nyárutóján (Szabó Lőrinc kiadatlan verseiről). = Új Írás, 1976. 6. 87–98.
- Sőtér István: Köd és tücsökzene a Volkmann utcában (1976). = In: S. I.: Gyűrűk. Szépirodalmi, Bp. 1980. 558–561.
- Tandori Dezső: Egy irodalmi alapélmény nyomában. Szubjektív sorok Szabó Lőrincről. = Napjaink, 1976. 6. 4.
- Tornai József: Hogy mondjam el az életem? = Új Írás, 1977. 4. 115–128.
- Laczkó András: Szabó Lőrinc hét levele. = Dunatáj, 1978. 3. 26 – 33.
- Szokolay Károly: Szabó Lőrinc levelei. = Napjaink, 1978. 12. 26–27.
- Szilágyi Péter: Szabó Lőrinc szonettjei. = Világosság, 1979.1. 24–32. Kötetben: Sz. P.: Forma és világkép. Szépirodalmi, Bp. 1981. 301–326.
- Domokos Mátyás–Lator László: Szabó Lőrinc: A földvári mólón. = Jelenkor, 1979. 5. 454–460. Kötetben: D. M. – L. L.: Versekről, költőkkel. Bp. 1982. 128–141.
- Németh G. Béla: A termékeny nyugtalanság költője. = Kritika, 1980. 4. 17–18. Kötetben: N. G. B.: Újraolvasó. i. k. 9–12.
- Sőtér István: Gáti József Tücsökzenéje. = Új Tükör, 1980. 17. szám, 28.
- Kabdebó Lóránt – Kelevéz Ágnes: Ismeretlen Szabó Lőrinc dokumentumok. [Szabó Lőrinc és Babits Mihály kapcsolata 1928-1929-ből]. = Új Írás, 1980. 11. 79–88.
- Belohorszky Pál: Esszé vagy vers vagy novella a csodáról. Balogh Emese Szabó Lőrinc estjéről. = Életünk, 1980. 12. 1072–1077.
- Tandori Dezső: Szabó Lőrinc: Különbéke. = Irodalomtörténet, 4. 949–958.
- Tandori Dezső: „Elromlott minden, kezdjétek újra!” Szabó Lőrinc. = In: T. D.: Az erősebb lét közelében. Gondolat, Bp. 1981. 224–251.
- Laczkó András: Elhagyott tájak, évek üzenete. Szabó Lőrinc Szénásszekér című verséről. Napjaink, 1981. 4. 5–6.
- Illés Lajos: Szabó Lőrinc logarléccel. = In: I. L.: Titkos fiók. Bp. 1981. 100–109.
- Illés Endre: Az óriás-sejt. = Új Tükör, 1981. 52. szám, 8–9. Kötetben: I. E.: Szerelmeim, évek múlva. Bp. 1984. 120–126.
- Lipták Gábor: Szabó Lőrinc. = In: L. G.: Nyitott kapu. Bp. 1982. 322–341.
- Bakó Endre: Magyar, alföldi és debreceni (Szabó Lőrinc Csokonai-díja). = Napjaink, 1983. 4. 30–31.
- Keresztesné Várhelyi Ilona: Részletek Szabó Lőrinc diákkori naplójából. = Alföld, 1983. 4. 73–77.
- Szegzárdy-Csengery József: Költészet és műfordítás. A műfordító Szabó Lőrinc arcképéhez. = Vigilia, 1983. 9. 692–698.
- Kabdebó Lóránt: A háborúnak vége. [A Kardos Lászlóval, Illyés Gyulával, Keresztury Dezsővel, Vas Istvánnal 1980-ban készített beszélgetések Szabó Lőrincről szólnak.] = Móra, Bp. 1983. 35–50, 155–166, 167–180, 209–228.
- Görgey Gábor: A huszonhatodik év – németül. = Nagyvilág, 1983. 12. 1859–1862.
- Törne, Dorothea von: Orpheusz – a szenvedélyes elemző szerepében. = Nagyvilág, 1983. 12. 2863–1869.
- Tasi József: Szabó Lőrinc és Juhász Gyula. = Irodalomtörténeti Közlemények, 1983. 6. 652 – 659.
- Fehér Ferenc: Egy vers megközelítése (Hajnali rigók). = Magyar Szó, 1984. március 3.
- Lévay Botond: A Dienes-háztól a Pandoráig (Szabó Lőrinc Juhász Gézának írt kiadatlan levelei). = Napjaink, 1984. 8. 21–23.
- Költészet és valóság. G. Szabó Lőrinccel a Lóci-versekről beszélget Kabdebó Lóránt. = Napjaink, 1984. 8. 24–27. Kötetben: K. L.: A műhely titkai. Móra, Bp. 1984. 38–53.
- Baránszky-Jób László: A zsinórpadlás. Szabó Lőrinc: Könyvek és emberek között. = Új Írás, 1985. 8. 114–117. Kötetben: B.-J. L.: A művészi érték világa. Magvető, Bp. 1987. 269–277.
- Domokos Mátyás: „Én és a világ”. = Tiszatáj, 1991. 4. 39–45.
- Domokos Mátyás: Mozsártörő alatt. = In: D. M.: Varázstükrök között. Esszék. Szépirodalmi, Bp. 1991. 376–381.
- Tamás Gáspár Miklós: A rendszerváltás zimankója. (Szabó Lőrinc: Bírákhoz és barátokhoz, Vers és valóság.) = Élet és Irodalom, 1991. április 5. 10. Kötetben: T. G. M.: Másvilág. Új Mandátum Könyvkiadó, Bp. 1994. 245–254.
- Szabó Lőrinc igazolási pere a Magyar Újságírók Szövetségében [Kabdebó Lóránt előszavával]. = Új Írás, 1991. 3. 66–80.
- Lator László: Ideges figyelemmel. In: L. L.: Szigettenger. Európa Kiadó, Bp. 1993. 64–70.
- Kabdebó Lóránt: Költészetbeli paradigmaváltás a húszas évek második felében. = Literatura, 1991. 3. 248–272. Kötetben: Újraolvasó. i. k. 18–45.
- Kulcsár Szabó Ernő: Szabó Lőrinc. In: K. Sz. E.: A magyar irodalom története 1945-1991. Argumentum, 1993., 23–30. és Újraolvasó. i. k. 46–51.
- Tandori Dezső: Szabadiskola (9. Szabó Lőrinc-kettős). = Jelenkor, 1992. 11. 888–899.
- Glózer Rita: „Vers vagy te is” (Radnóti Miklós és Szabó Lőrinc egy-egy versének összehasonlítása). = Jelenkor, 1992. 11. 942–947.
- Kabdebó, Lóránt: On the Borderline of Nineteenth and Twentieth Century Poetic Discourses: The Appearance of the Dialogical Poetic Paradigm. = Neohelicon, 1994. XXI. 1. 61–83.
- Palkó Gábor: Szempontváltozások a Szabó Lőrinc-recepcióban – avagy egy kötet viszontagságai 1932–1992. = Irodalomtörténet, 1994. 1–2. 93–125. Kötetben: Újraolvasó. i. k. 52–77.
- Kulcsár-Szabó Zoltán: Dialogicitás és a kifejezés integritása. Nyelvi magatartásformák Szabó Lőrinc költészetében. = Irodalomtörténet, 1994. 1–2. 72–92. Kötetben: Újraolvasó. i. k. 78–94. és K-Sz. Z.: Hagyomány és kontextus, Universitas Kiadó, Bp. 1998. 59–82.
- Kabdebó Lóránt: Egy költői beszédmód filozófiai átalakulása: Szabó Lőrinc és Max Stirner, Magyar Filozófiai Szemle, 1995. 1–2. 133–152.; Kötetben: [alapvetően átdolgozva A dialogikus poétikai paradigma filozófiai megalapozódása Szabó Lőrinc költészetében címmel] Újraolvasó, i. k. 158–178.; angolul, átdolgozva: Lőrinc Szabó and Max Stirner. Neohelicon, XXIX, 2002. 1. 131–162.
- Kabdebó Lóránt: Az Egy álmai. Szabó Lőrinc és Max Stirner – 2. = In: K. L.: Vers és próza a modernség második hullámában. Argumentum, Bp. 1996. 73–117.
- Kulcsár-Szabó Zoltán: A személyiségkonstrukció alakzatai a Tücsökzenében – avagy egy ,,antihumanista” olvasat esélyei. = Új Holnap, 1996. január, 42–57. Kötetben: Újraolvasó. i. k. 130–142.és K.-Sz. Z.: Az olvasás lehetőségei. Kijárat Kiadó, 1997. 87–108.
- Menyhért Anna: Rajzok egy költemény tájairól. Motívum, szerkezet és jelentés Szabó Lőrinc Tücsökzenéjében. = Irodalomtörténet, 1996. 3–4. 539–576. Kötetben: Újraolvasó. i. k. 95–129.
- Menyhért Anna: Pókok és háló(i)k: Szabó Lőrinc: Tücsökzene; Petri György: Önarckép 1990. = Új Holnap, 1996. november, 35–45.
- Kulcsár-Szabó Zoltán: Beleírás és kitörlés. A Te emlékezete Szabó Lőrinc A huszonhatodik év és Oravecz Imre 1972. szeptember című műveiben. = Új Holnap, 1996. november, 25–34. Kötetben: Újraolvasó. i. k. 150–157. és K.-Sz. Z.: Az olvasás lehetőségei. Kijárat Kiadó, 1997. 109–122.
- Kabdebó Lóránt: A dialogikus poétikai gyakorlat klasszicizálódása (Szövegegységesülés: az "elborítás", a "mese" és a "tragic joy" megjelenése). = Literatura, 1996. 1. 9–35. Kötetben: [átdolgozva] Újraolvasó, i. k. 188-212.
- Kabdebó Lóránt: Különbéke és különítélet. = In: Tasi József (szerk.): "Merre, hogyan?". Tanulmányok Pilinszky Jánosról, Petőfi Irodalmi Múzeum, Bp. 1997. 72–74.
- Kabdebó Lóránt: Szabó Lőrinc finn fordításai. [75 aastat hungaroloogiat Tartu Ülikoolis. Hungaroloogia ja estoloogia ühinevas Euroopas. Tartu, 1997. május 22-24-i konferenciaelőadás átdolgozott szövege]. = Irodalomtörténeti Közlemények, 1997. 1–2. 79–97. Kötetben: [átdolgozva] Helena Kangas: Az én Magyarországom. Cikkek, riportok 1943–1944. Finn eredetiből fordította Labádi-Bertényi Gizella, a kísérő tanulmányt írta Kabdebó Lóránt. Argumentum, Bp. 2001. 149–209.
- Lőrincz Csongor: Olvasás és különbözőség(e) – Szöveg és műfaj(ok) viszonya a Tücsökzenében. = Literatura, 1998. 3. 282–311. Kötetben: L. Cs.: A líra medialitása. Anonymus, Bp. 2002. 133–168.
- Kulcsár-Szabó Zoltán: Különbség – másként. Szabó Lőrinc: Az Egy álmai. Kötetben: Újraolvasó. i. k. 178–187.és K.-Sz. Z.: Az olvasás lehetőségei. Kijárat Kiadó, 1997. 53–86.
- Nagy Csilla: „mérem a téli éjszakát” (A tér és a táj poétikája a harmincas évek magyar lírájában). = In: N. Cs.: Magánterület. Palócföld Könyvek, Salgótarján, 2008. 89-104.
- Nagy Csilla: Magánterület. Az „én” határvonalai József Attila kései és Szabó Lőrinc harmincas évek végi verseiben. = In: N. Cs.: Magánterület. Palócföld Könyvek, Salgótarján, 2008. 69-88.
- Németh G. Béla: Expresszionista elemek Szabó Lőrincnél. In: Újraolvasó. 1957. i. k. 213–217.
- Rába György: Szabó Lőrinc harmadik korszaka. In: Újraolvasó, i. k. 218–220.
- Ferenczi László: Szabó Lőrinc, a kritikus. In: Újraolvasó, 1957. i. k. 221–229.
- Tandori Dezső: Szabó Lőrinc. Változatok egyszerire és mindenkorira. = In: Újraolvasó, i. k. 230-244.
- Menyhért Anna: A ,,hang” megtalálása. Szabó Lőrinc Föld, Erdő, Isten című kötetében. = In: Újraolvasó, 1957. i. k. 245–253.
- Kulcsár-Szabó Zoltán: Spleen és ideál. = In: Kabdebó Lóránt – Kulcsár Szabó Ernő – Kulcsár-Szabó Zoltán – Menyhért Anna (szerk.): A fordítás és intertextualitás alakzatai. Anonymus, Bp. 1998. 162–175. és K.-Sz. Z.: Az olvasás lehetőségei. Kijárat Kiadó, 1997. 71–86.
- Bata Imre: Tanulmányok Szabó Lőrincről, szerk.: Kabdebó Lóránt, Menyhért Anna. = Élet és Irodalom, 1997. november 14. 14.
- Kabdebó Lóránt: Paradigmaváltás az 1920-as évek végén: Szabó Lőrinc. = In: Irodalomtanítás az ezredfordulón. Pauz-Westermann Könyvkiadó, Celldömölk, 1998. 645–661.
- Kabdebó Lóránt: Madách és Szabó Lőrinc. = Híd, 1999. november [Bányai Jánost köszöntő szám]. 706–712.
- Kabdebó Lóránt: Classicism As Intertextuality in the Second Wave of Modernity (1917-1921) [az 1993. október 27-31-én Pécsett, a JPTE és az MTA Irodalomtudományi Intézete szervezésébe összehívott Epochenschwelle – Stilwandel – Umbesetzung. Fragen der literarischen Moderne című konferencián elhangzott előadás átdolgozott szövege] = Neohelicon, 1999. XXVI/2. 111–118.
- Lőrincz Csongor: „tücsökzenében új tücsökzene”. Ismétlés, fragmentum és vég Szabó Lőrinc versciklusában. = Literatura, 1999. 3. 274–307. Kötetben: L. Cs.: A líra medialitása. Anonymus, Bp. 2002. 169–206.
- Horányi Károly: Szabó Lőrinc és Kodolányi János barátságának története. = Irodalomtudomány. 1999. 2. szám, 218–265.
- Gömöri György: Újrakezdés a második világháború utáni magyar költészetben. = Kortárs, 1999. 12. 76–86
- Murányi Gábor: Szabó Lőrinc rossz mondatai. Prózai dolgok. = HVG, 2000. április 15. 97–99. Kötetben: M. G.: A múlt szövedéke. Históriák a megbicsaklott 20. századból, Noran-Kiadó Kft. Bp. 2004. 436–441.
- Nyerges András: Színrebontás. A költő és a „vezércsel”. = Magyar Hírlap, 2000. április 8. 11.
- Kulcsár Szabó Ernő: Egy kisajátíthatatlan klasszikus: Szabó Lőrinc = Élet és Irodalom, 2000. április 7. 10–11. Kötetben: K. Sz. E.: Szöveg, medialitás, filológia, Akadémiai Kiadó, 2004. 210–216.
- Kabdebó Lóránt: Льоринц Сабо в Бългрия. (Перев.: Юлия Крумова). = In: Льоринц САБО: Фортисимото на щуреца. София, 2000, Унгарски културен институт. 5–10. п.
- Kabdebó Lóránt: Szövegátértelmezés a Szabó Lőrinc-vers alkotói retorikájában. [MTA 1. osztályülésén elhangzott doktori előadás]. = In: Fehér Márta, Lendvai L. Ferenc (szerk.): Hársing László 70 éves. Miskolci Egyetem, Miskolc, 2000, 185–192. [Különlenyomat is.] és Árgus, 2000. 5. 56–59.
- Ferenczi László: Hommages à Lőrinc Szabó. = In: Száz az ezerben, i. k. 94–97.
- Tornai József: „A győztes igazság?” (Szabó Lőrinc: A hitetlen büntetése). = In: Száz az ezerben, i. k. 98–105. Kötetben: Az emberiség görbe fája. C.E.T. Bp. 2002. 206–218.
- Lőrincz Csongor: Jó Csönd-herceg és a „gyanútlan faág”. A travesztív átírás egy példája (Ady–Szabó Lőrinc). = Irodalomtudomány, 2000. 1–2. 141–148. Kötetben: H. Nagy Péter – Lörincz Csongor – Palkó Gábor – Török Lajos: Ady-értelmezések. Iskolakultúra Könyvek, Pécs, 2002. 48–55.
- Dr. Czeizel Endre: Szabó Lőrinc. = In: C. E.: Költők, gének, titkok. A magyar költő géniuszok családfaelemzése. Galenus Kiadó, Bp. 2000. 147–156.
- Kiss Katalin: Egy újraértett líra (Újabb Szabó Lőrinc-tanulmányok). = Alföld, 2000. 51–56.
- Kulcsár-Szabó Zoltán: Utak az avantgárdból (Megjegyzések a késő modern poétika dialógizálódásának előzményeihez Szabó Lőrinc és József Attila korai költészetében). = Alföld, 2000. 11. 43-60.
- Kontor István: Misztika és/vagy különbéke? Egy fordítói (ön)értelmezésről. = Modern Filológiai Közlemények, 4. 2000. 2. 42–62.
- Kabdebó Lóránt: Szabó Lőrinc egy különös verséről. In: Márta Gaál-Baróti, Péter Bassola (Hrsg.): Millionen Welten. Festschrift für Árpád Bernáth zum 60. Geburtstag. Bp. 2001, Osiris. 288–311.
- Kovács Béla Lóránt: Pókhálók, A lírai párbeszéd megbomlása = Irodalomtudomány 2001. 1–2. 139–144.
- Dr. Czeizel Endre: Szabó Lőrinc (1900–1957) = In: C. E.: Aki költő akar lenni, pokolra kell annak menni? Magyar költő-géniuszok testi és lelki betegségei. GMR Reklámügynökség, Bp. 2001. 177–186.
- Tornai József: Az emberiség görbe fája [Vörösmarty és Szabó Lőrinc]. = In: T. J.: Az emberiség görbe fája. C.E.T. Bp. 2002. 167–185.
- Kulcsár-Szabó Zoltán: Kánon és recepció (Szabó Lőrinc). = Alföld, 2002. 4. 46–67. kötetben: Dobos István–Szegedy-Maszák Mihály (szerk.): Kánon és kanonizáció, Csokonai, Debrecen, 2003, 121–147.
- Lőrincz Csongor: Líra, kód, intimitás (A szerelmi költészet néhány kérdése Adynál és Szabó Lőrincnél). = Alföld 2001. 8. 85–98. Kötetben: H. Nagy Péter – Lörincz Csongor – Palkó Gábor – Török Lajos: Ady-értelmezések. Iskolakultúra Könyvek, Pécs, 2002. 104–119.
- Kulcsár Szabó Ernő: A líra kinetográfiája és az „én” kívülhelyezése. A mozgás „írhatóságának” avantgárd és késő modern technikái [szerkesztett és kibővített változata a „KinetoGraphien” c. interdiszciplináris konferencián Europäische Akademie, Berlin, 2001. október 25–27. tartott előadásnak] = Alföld, 2002. 6. 41–51. Kötetben: K. Sz. E.: Szöveg, medialitás, filológia, Akadémiai Kiadó, 2004. 196–209.
- Menyhért Anna: „Az életet írja, írja…” – Az élet(történet) olvasása Szabó Lőrinc Vers és Valóságában. = In: M. A.: Egy olvasó alibije (Tanulmányok és kritikák), Kijárat, Bp. 2002. 63–86.
- Lőrincz Csongor: Mediális paradigmák a magyar késő modernségben. Individuum és epitáfium viszonya (Kosztolányi: Halotti beszéd, SzabóLőrinc: Sírfelirat). = A dolgozat második része megjelent: Irodalomtörténet, 2002. 1. 98–117. A teljes szöveg in: Pethő Ágnes (szerk.): Képátvitelek. Tanulmányok az intermedialitás tárgyköréből. Kolozsvár, Sapientia, 2002. 165–201.
- Bakó Endre: Elfelejtett interjú Szabó Lőrinccel egy debreceni lapban. = Tekintet, 2002. 2–3. 146–151.
- Lőrincz Csongor: „Enkidu üzenete”. Az idegenség az irodalomban: fordítás és interpretáció között. = Alföld, 2003. 11. 51–65. Kötetben: Bednanics Gábor – Kékesi Zoltán – Kulcsár Szabó Ernő (szerk.): Identitás és kulturális idegenség. Osiris, Bp. 2003. 172–198.
- Kabdebó Lóránt: A nyugati gondolkozás „hézagai” a poétikában. = In: Bednanics Gábor – Kékesi Zoltán – Kulcsár Szabó Ernő (szerk.): Identitás és kulturális idegenség. Osiris, Bp. 2003. 122-171.
- Kabdebó Lóránt: A Szabó Lőrinc-szövegkiadás múltja és jövője. = In: Jankovics József – Nyerges Judit (szerk.): Hatalom és kultúra I–II. Az V. Nemzetközi Hungarológiai Kongresszus (Jyväskylä, 2001. augusztus 6–10.) előadásai. Nemzetközi Magyarságtudományi Társaság Bp. 2004. II. kötet. 698–711.
- Kulcsár-Szabó Zoltán: Irodalmiság és medialitás a költészetben = Alföld, 2004. 4. 34–59.
- Kabdebó Lóránt: Szabó Lőrinc: Szergej Jeszenin utolsó éjszakája. = In: Ármeán Ottilia – Kürtösi Katalin – Odorics Ferenc – Szörényi László (szerk.): Serta Pacifica. Tanulmányok Fried István 70. születésnapjára. Pompeji Alapítvány, Szeged, 2004. 9–18.; valamint K. L.: „Ritkúl és derűl az éjszaka”. Harc az elégiáért. Csokonai Kiadó, Debrecen, 2006. 65–82.
- Kulcsár Szabó Ernő: A „szerelmi” líra vége (Igazságosság és az intimitás kódolása a késő modern költészetben) = Akadémiai székfoglaló, elhangzott: 2004. szeptember 27-én, URL: https://web.archive.org/web/20090612064034/http://www.mta.hu/fileadmin/szekfoglalok/000426.pdf
- Kovács Béla Lóránt: Szerelmes trópusok, Szabó Lőrinc Amit még látott ciklusa = Alföld. 2004. 4. 77–95.
- Kovács Béla Lóránt: A párbeszéd vége, Pilinszky János és Szabó Lőrinc költészete az ötvenes években = In: Hansági Ágnes – Hermann Zoltán – Horváth Csaba – Szitár Katalin – Török Lajos (szerk.): „egy csonk maradhat”, Tanulmányok az 1920-as évek magyar irodalmáról, Bp. 2004. 256–276.
- Kabdebó Lóránt: A másik mester (Móricz Zsigmond és Szabó Lőrinc). = In: Onder Csaba (szerk.): Az újraolvasott Móricz (előadások és tanulmányok). A Nyíregyházi Főiskola Bölcsészettudományi és Művészeti Főiskolai Kar Irodalom Tanszékének Könyvsorozata. 1. Nyíregyháza, 2005. 156–178.
- Kabdebó Lóránt: Szabó Lőrinc utolsó emlékezése. = Napút, 2005. 7. József Attila-emlékév melléklet. 4–12.
- Kovács Béla Lóránt: A börtön és a rab, Babits Mihály és Szabó Lőrinc = Bárka, 2005. 1. 89–98.
- Lukáts János: Szabó Lőrinc pillanatai a Balatonnál = Új Horizont, 2005. 3. 41–45.
- Lukáts János: A vereség lépcsőfokai – Szabó Lőrinc és a »futball-vers« (1954. július–augusztus) = Palócföld, 2005. 4. 598–600.
- Kabdebó Lóránt: Olvasás közben. [a Macocha-szakadéknál Brünn mellett felállított Szabó Lőrinc emléktábla története] = Új Holnap, 2005. 6. 69–71
- Detáry Attila (Vojtek Zoltán felvételei): Brünni Magyar Kulturális Napok – 2005. = Prágai Tükör, 2005. 5. sz. Melléklete: (Tü)körkép A Prágai Tükör Melléklete. 2005. 5. sz. 14–16.
- Zoltán Kulcsár-Szabó: Die Differenz im Ich. Lőrinc Szabó: „Az Egy álmai”. In: Spätmoderne. Lyrik des 20. Jahrhunderts in Ost-Mittel-Europa I. Frank &Timme, Verlag für wissenschaftliche Literatur, Berlin, 2006. 369–384.
- Mónika Dósai: Bewegte Figuren. Lőrinc Szabó: „A belső végtelenben”. In: Spätmoderne. Lyrik des 20. Jahrhunderts in Ost-Mittel-Europa I. Frank &Timme, Verlag für wissenschaftliche Literatur, Berlin, 2006. 385–402.
- Blasszauer Róbert: Szabó Lőrinc az ÁVH látókörében = Magyar Napló, 2006. 1. 14–19.
- Erdész Ádám: Unio mistica ipar és lélek között. Szabó Lőrinc és Kner Imre levelezése = Bárka, 2006. 1. szám, 71–83.
- Kovács Béla Lóránt: A felejtés költészete. Szabó Lőrinc Káprázat és Utóhang című ciklusai. = Alföld, 2006. 4. szám, 33–44.
- Curkovic-Major Franciska: Leánderek és tücskök (Szabó Lőrinc adriai utazásai). Irodalomtörténeti Közlemények, 2006. 3–4. szám, 280–308.
- Tandori Dezső: Egy igen nagyszerű költő. = Újkönyvpiac, 2007. január-február 19.